# Bacchisa atritarsis
Bacchisa atritarsis es una especie de escarabajo longicornio del género Bacchisa, tribu Astathini, subfamilia Lamiinae. Fue descrita científicamente por Pic en 1912.

## Descripción
Mide 11-14 milímetros de longitud.

## Distribución
Se distribuye por China.